# Church-Gletscher
Der Church-Gletscher ist ein 16 km langer Gletscher in den Admiralitätsbergen im ostantarktischen Viktorialand. Er fließt in südlicher Richtung entlang der Westflanke der Church Ridge zum Leander-Gletscher, den er nordwestlich des Shadow Bluff erreicht.
Der United States Geological Survey kartierte den Gebirgskamm anhand eigener Vermessungen und mithilfe von Luftaufnahmen der United States Navy zwischen 1960 und 1963. Das Advisory Committee on Antarctic Names benannte ihn 1970 nach Brooks D. Church, Labortechniker auf der McMurdo-Station von 1966 bis 1967 und von 1967 bis 1968 jeweils während der antarktischen Sommermonate.